# Walter Müller (acteur)
Pour les articles homonymes, voir Walter Müller.
Walter Müller (né le 6 mai 1911 à Prague, mort le 2 mars 1969 à Starnberg) est un acteur et chanteur autrichien.

## Biographie
Fils d'Anton et Theresia Müller, il grandit à Vienne et commence sa carrière artistique en 1927 en tant que choriste au Landestheater Linz (de). Il travaille ensuite à Děčín en tant qu'élève choriste et à Bad Hall pour la première fois en tant qu'acteur.
Müller a d'autres engagements à Liberec, Brno, Jihlava et Karlovy Vary. À Ostrava, il est employé comme bouffon et ténor d'opérette. En 1938, il vient à l'Opéra populaire de Vienne comme 2e basse, où il chante dans des opérettes telles que Frau Luna (de) et Le Comte de Luxembourg. En 1939, il s'installe au Theater am Schiffbauerdamm à Berlin, et de 1940 jusqu'à la fermeture du théâtre en 1944, il est l'acteur principal de nombreuses revues et opérettes du Metropol-Theater. Après la Seconde Guerre mondiale, il joue au Bürgertheater (en), où il met en scène occasionnellement.
À partir de 1938, il travaille également beaucoup pour la radio. Müller est au cinéma à partir de 1940 et s'engage comme le garçon toujours drôle et chantant. En tant qu'ami ou concurrent du véritable héros, il devient un acteur de cinéma populaire et largement utilisé dans la première moitié des années 1950. Il joue souvent le type d'amant comique.
Au début des années 60, sa carrière cinématographique prend fin. Il joue à nouveau principalement dans des rôles d'opérette au théâtre et célèbre son dernier succès en 1966 dans une représentation de Maske in Blau au Theater des Westens aux côtés de Marika Rökk.
Walter Müller se marie à Hedwig Jahnel depuis 1937 et a une fille. Il dirige une taverne à Vienne pendant un certain temps. Müller meurt d'une crise cardiaque à Starnberg.

## Filmographie
- 1940 : Herzensfreud – Herzensleid
- 1942 : Ein Walzer mit dir
- 1944 : La Femme de mes rêves
- 1947 : La Maison chantante
- 1949 : Ein bezaubernder Schwindler (de)
- 1950 : La Fiancée de la Forêt-Noire
- 1950 : Jetzt schlägt's 13
- 1950 : Gruß und Kuß aus der Wachau
- 1951 : Das Herz einer Frau
- 1951 : Durch Dick und Dünn
- 1951 : Johannes und die 13 Schönheitsköniginnen (de)
- 1951 : Wenn eine Wienerin Walzer tanzt
- 1951 : Die Dubarry
- 1951 : Die Csardasfürstin
- 1952 : Saison in Salzburg (de)
- 1952 : Le Pays du sourire
- 1952 : L'Auberge du Cheval-Blanc
- 1953 : Masque en bleu
- 1953 : Einmal keine Sorgen haben
- 1953 : Südliche Nächte
- 1953 : Quand la musique du village joue
- 1953 : Auf der grünen Wiese (de)
- 1953 : Hab' ich nur Deine Liebe (de)
- 1953 : Bravo, je suis papa !
- 1954 : Manœuvres impériales
- 1954 : König der Manege (de)
- 1954 : Ball der Nationen
- 1955 : Le Faux Adam
- 1955 : Drei Tage Mittelarrest
- 1955 : Le Chemin du paradis
- 1956 : Das Liebesleben des schönen Franz
- 1956 : Holiday am Wörthersee (de)
- 1956 : Hurra – die Firma hat ein Kind
- 1957 : Drei Mann auf einem Pferd
- 1958 : Hallo, das ist die Liebe (TV)
- 1958 : Hoch klingt der Radetzkymarsch
- 1958 : Amour, chansons et soldats (de)
- 1960 : Sooo nicht, meine Herren! (de)
- 1961 : Unsere tollen Tanten
- 1963 : Das Kriminalmuseum: Nur ein Schuh (TV)
- 1963 : Hochzeit am Neusiedler See
- 1963 : Die lustige Witwe (TV)
- 1965 : Ein Ferienbett mit 100 PS
- 1966 : Das Spukschloß im Salzkammergut
- 1968 : Karussell (TV)
- 1969 : Königin einer Nacht (TV)